# Antonio Abetti

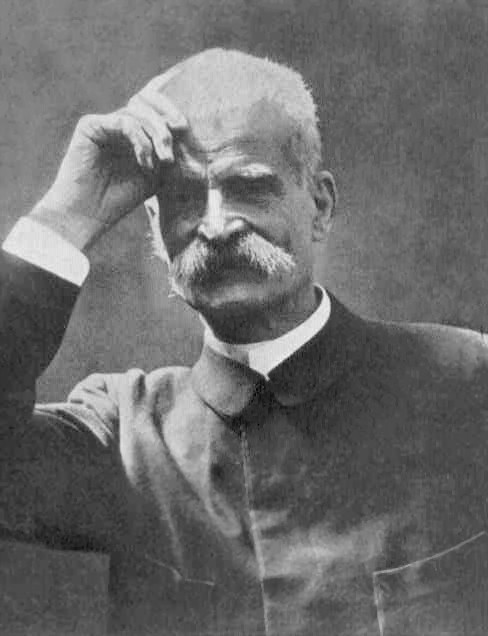
Antonio Abetti

Antonio Abetti (* 19. Juni 1846 in San Pietro di Gorizia (Görz) (damals italienisch, heute slowenisch); † 20. Februar 1928 in Arcetri (Florenz)) war ein italienischer Astronom.
Abettis Geburtsort gehörte bis 1814 dem Napoleonischen Kaiserreich an, war zwischen 1814 und 1919 unter österreichischer Verwaltung und fiel dann an Italien.
Abetti war eigentlich Ingenieur, wandte sich aber 1868, nachdem er an der Universität Padua einen Abschluss in Mathematik und Ingenieurwesen erhielt, der Astronomie zu. Er arbeitete bis 1893 am Observatorium von Padua, wurde dann zum Direktor des Observatoriums von Arcetri und Professor an der Universität Florenz ernannt.
Das Observatorium von Arcetri, das 1872 von Giovanni Battista Donati errichtet worden war, wurde nach dessen Tod teilweise aufgelöst. Einer der ersten Aufgaben Abettis war daher die Aufstellung eines Teleskops, das er seinerzeit in den Werkstätten von Padua erbaut hatte. Das Objektiv dieses Fernrohrs bestand aus einem zweilinsigen achromatischen System von 28 cm Öffnung und 5,33 m Brennweite, das 1839 von Giovanni Battista Amici hergestellt worden war.
Abetti arbeitete hauptsächlich an der Bestimmung der Positionen von Himmelskörpern. Während seiner Zeit in Padua und Arcetri führte er zahlreiche Beobachtungen von Kleinplaneten (Asteroiden), Kometen und Sternbedeckungen durch. 
Während einer Expedition nach Muddapur (heute Madhupur in Jharkhand, Bengalen) beobachtete er den Venustransit von 1874 mittels eines Spektroskops.
Abetti war Mitglied der Astronomischen Gesellschaft, der Accademia Nazionale dei Lincei (Rom), der Royal Astronomical Society (London) und mehrerer italienischer Akademien.
Sein Sohn Giorgio Abetti (1882–1982) wurde ebenfalls Astronom und ein bedeutender Sonnenphysiker.
Zu Ehren von Vater und Sohn Abetti wurden zwei Mondkrater sowie der Asteroid (2646) Abetti benannt.